# Sialis strausi
Sialis strausi là một loài côn trùng trong họ Sialidae thuộc bộ Megaloptera. Loài này được Illies miêu tả năm 1967.